# تنت پگینگ
تنت پگینگ (به انگلیسی: Tent pegging) یکی از شاخه‌های ورزش اسب‌سواری و سرگرمی سواره‌نظام‌های دوره‌ها باستان بوده‌است. این ورزش امروزه دارای فدراسیون جهانی تنت پگینگ می‌باشد و مسابقات آن در سطح بین‌المللی انجام می‌شود. این اصطلاح به معنای برپاساختن چادر می‌باشد اما به بازی‌هایی گفته می‌شود که در آن اشیایی را بر روی زمین و هوا به وسیله سلاح‌های نیزه و شمشیر هدف قرار می‌دهند.
این ورزش جزئی از برنامه بازی‌های آسیایی ساحلی می‌باشد.